# 山岳兵大将
山岳兵大将（ドイツ語: General der Gebrigstruppe） は、ドイツ国防軍の陸軍山岳兵部隊の兵科大将であり、1940年に設けられた。現在のNATO階級符号ではOF-8に相当する。

## 階級および階級章
この階級は、古くからあった騎兵大将、砲兵大将、歩兵大将と同格で、ドイツ国防軍では他に装甲兵大将、工兵大将、降下猟兵大将、通信兵大将も置かれていた。
山岳師団（山岳猟兵） の将官は、袖章と帽章にあしらわれたエーデルヴァイスと山岳帽で容易に識別できた。1942年10月には、他の階級の者と容易に区別できるよう、将官の山岳帽には金のパイピングを施すことが定められた。

## ギャラリー

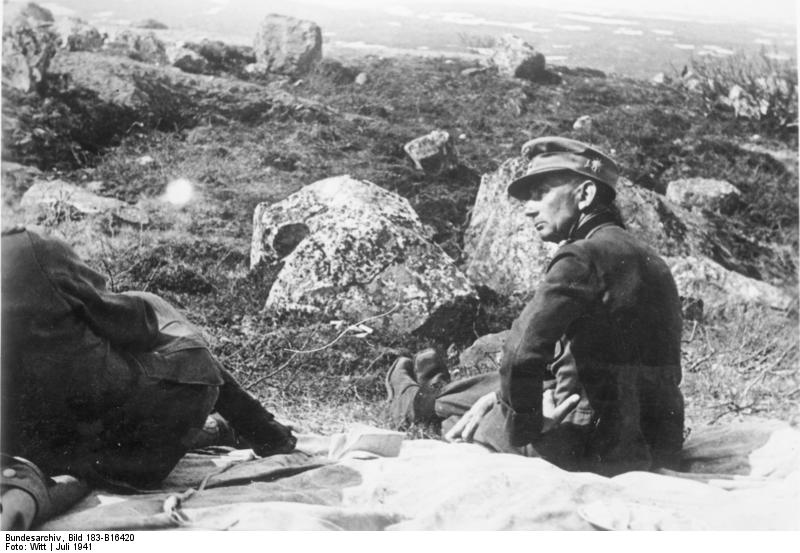
エデュアルト・ディートル（ロシア、1941年）
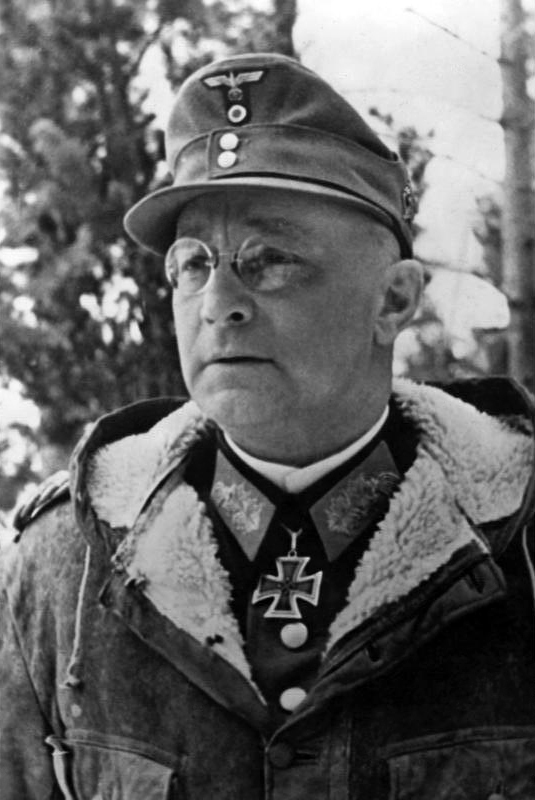
フランツ・ベーメ（ラップランド、1943年）
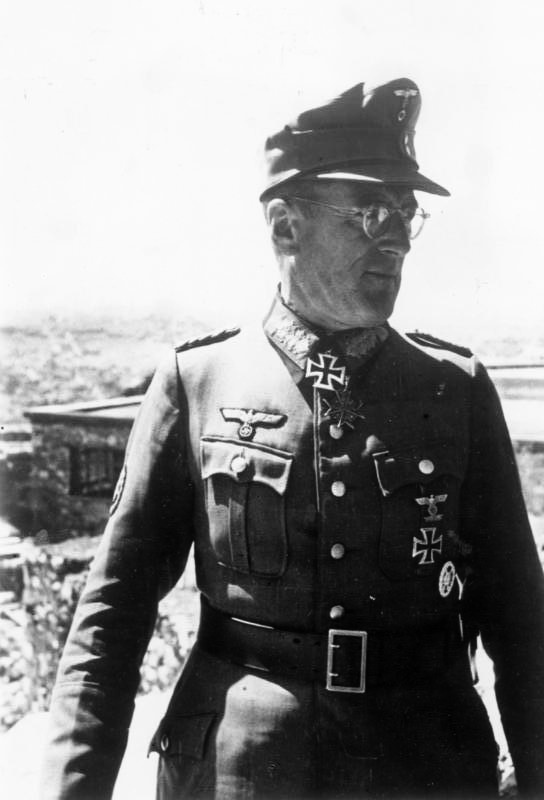
フェルディナント・シェルナー（ギリシャ、1941年）

## 山岳兵大将の一覧
- フランツ・ベーメ（1885-1947。自殺）
- エデュアルト・ディートル（1889-1944。1942年6月1日に上級大将に進級したが、1944年6月23日に飛行機事故で死亡）
- カール・エグルゼーア（1890-1944。1944年6月23日に飛行機事故で死亡）
- ヴァレンティン・フォイアーシュタイン（英語版）（1885-1970）
- ゲオルク・リッター・フォン・ヘングル（英語版）（1897-1952）
- フェルディナント・ヨードル（英語版）（1896-1956）
- ルドルフ・コンラート（英語版）（1891-1964）
- ヘルマン・クレース（英語版） （1895-1943）
- ハンス・クライジンク（英語版）（1890-1969）
- ルートヴィヒ・キューブラー（英語版）（1889-1947。ユーゴスラビアで処刑）
- フーベルト・レンツ（英語版）（1896-1982）
- ユリウス・リンゲル（英語版）（1889-1967）
- フェルディナント・シェルナー（1892-1973。1944年4月1日に上級大将、1945年4月4日に元帥に進級）
- ハンス・シュレンマー（英語版）（1893-1973）
- ハンス・カール・マクシミリアン・フォン・ル・スイール（英語版） （1898-1954）
- クルト・フェルゾック（英語版）（1895-1963）
- エミール・フォーゲル（英語版）（1894-1985）
- フリードリヒ＝ヨープスト・フォルカマー・フォン・キルヒェンジッテンバッハ（1894-1989）
- アウグスト・ヴィンター（英語版）（1897-1979）